# Przysłopek (polana pod Przysłopkiem)
Przysłopek – nieduża polana i przełęcz w Gorcach znajdująca się na grzbiecie łączącym Przysłopek (1123 m) z Kudłoniem (1276 m). Zajmuje wschodnie, podwierzchołkowe zbocza Przysłopka i grzbiet przełęczy pomiędzy Przysłopkiem i Kudłoniem. Była intensywnie wypasana jeszcze w latach 80. przez mieszkańców Koniny i znajdowały się na niej 2 szopy. Po włączeniu tego obszaru do Gorczańskiego Parku Narodowego zniesiono wypas i polana zaczyna zarastać. Można tutaj obserwować kolejne etapy naturalnej sukcesji ekologicznej. Na znacznej części polany pojawiły się już młode świerki. W 2021 roku polana jednak jest znowu koszona.
Polana znajduje się wsi Konina w województwie małopolskim, w powiecie limanowskim, w gminie Niedźwiedź.

## Szlaki turystyki pieszej
przełęcz Przysłop – Pod Jaworzynką – Podskały – Adamówka – Gorc Troszacki – Kudłoń – Pustak – Przysłopek – przełęcz Borek – Hala Turbacz – Turbacz. Odległość 11,4 km, suma podejść 810 m, suma zejść 470 m, czas przejścia 3 godz. 35 min, z powrotem 3 godz.